# Talmont-sur-Gironde
Talmont-sur-Gironde è un comune francese di 81 abitanti situato nel dipartimento della Charente Marittima nella regione della Nuova Aquitania.

## Storia
I testi medioevali menzionano il luogo in vari modi: Talamundus, Talamone, Talamo e nel tardo medioevo anche Tallemont e Talmond. In latino é attestato come: Tallemondia. Questi nomi sembrano provenire da un nome di persona molto antico. Il sito risulta essere occupato sin dai tempi preistorici con relazioni con la città gallo-romana di Novioregum e con il sito del Fâ. Nel 1876, una squadra di studiosi organizzata da Eutrope Jouan identificò un centro di produzione di materiali per l'edilizia nel villaggio, risalente all'età classica. Tuttavia una vera e propria rifondazione fu intrapresa solo ai tempi di Edoardo I d'Inghilterra, duca d'Aquitania nel 1284. Durante il medioevo fu soprattutto una piazzaforte militare e, quindi, una Signoria. Durante la guerra dei Cento Anni, Talmont è aspramente disputata tra francesi e inglesi. Talmont è stato anche un luogo di pellegrinaggio sulla via di San Giacomo di Compostella, grazie alla presenza dell'antica chiesa di Santa Radegonda, È solo alla fine del XIV secolo che Talmont è integrata nella corona di Francia.  Durante le Guerre di religione, allorquando un gran parte della regione passa alla Riforma, i Talmonais restano in maggioranza fedeli alla chiesa cattolica. Alla fine del XVII secolo, la città appartiene alla Généralité de La Rochelle. Nel 1652 il villaggio è ancora distrutto dall'esercito spagnolo.
Nuovamente ricostruito, durante i secoli XVIII e XIX, Talmont è un borgo relativamente prospero, che vive per lo più dei commerci del suo porto. Napoleone Bonaparte inviò in missione a Talmont uno dei suoi ufficiali d'ordinanza, il capitano Christin. In una lettera datata 14 settembre 1811, l'Imperatore confida al suo ufficiale lo scopo di valutare le rade di Talmont e di Jau per studiare la possibilità di mettervi in salvo le sue navi. Durante la Grande Guerra, nel 1917, gli americani scelsero il sito come porto militare e distrussero la Rocher du Sphinx, un isolotto situato al largo del villaggio.

## Società

### Evoluzione demografica
Abitanti censiti